# فرانسیس مراش
فرانسیس مَرّاش (۱۸۳۵م یا ۱۸۳۶م یا ۱۸۳۷م - ۱۸۷۳م یا ۱۸۷۴م) (عربی: فرنسیس بن فتح‌الله بن نصرالله مَرّاش) پزشک، نویسنده، شاعر و ادیب سوری بود.

## زندگی و خانواده
فرانسیس مَرّاش در شهر حلب که بخشی از سوریه عثمانی بود متولد شد. وی همچنین بنام فرانسیس المراش یا فرانسیس مراش الحلبی شناخته می‌شود. وی فرزند یک خانواده قدیمی تاجر ملکانی که به ادب دوستی معروف بودند می‌باشد که درقرن ۱۸ میلادی دارای ثروت و شهرت فراوانی بودند. این خانواده علی‌رغم مشکلات زیاد حضور خود را در شهر حلب حفظ نمودند. مثلاً پطرس مراش یکی از نزدیکان فرانسیس بدست بنیادگرایان ارتدوکس رومی در آوریل ۱۸۱۸ کشته شد. همچنین ملکانی‌های کاتولیک دیگر از جمله جبرایل مراش روحانی بطرز ظالمانه‌ای به تبعید فرستاده شدند. پدر فرانسیس، فتح‌الله تلاش کرد که درگیری مذهبی را با نوشتن تئوری‌ها و رساله‌های خود در سال ۱۸۴۹ با رد کردن قانون ایمان خنثی کند. او مدرسه بزرگ خود را بنیان گذاشت تا سه فرزندش یعنی فرانسیس و عبدالله و ماریانا را بخصوص در زمینه زبان عربی و ادبیات آموزش کامل بدهد.
بعدها حلب یک مرکز فکری اصلی در دولت عثمانی گردید. بطوری که بسیاری از متفکرین و نویسندگان که به آینده اعراب فکر می‌کردند در آنجا اقامت گزیدند. مدارس میسیونری فرانسوی در این شهر دایر شده بود و خانواده مراش در این مدارس زیان عربی و فرانسوی و سایر زبان‌های خارجی مانند انگلیسی و ایتالیایی را آموزش می‌گرفتند. فرانسیس در ابتدای درس عربی و به‌طور خاص در سن چهار سالگی دچار بیماری حصبه گردید که از آن به بعد از مشکلات چشم رنج می‌برد که با ازدیاد سن این مشکلات و دردها زیادتر گردید. پدرش به امید معالجه او را در سال ۱۸۵۰ به پاریس برد که به مدت یک سال در پاریس ماند و سپس به حلب بازگشت ولی پدرش در پاریس ماند. در سال ۱۹۵۳ وی به همراه پدرش به مدت چند ماه به بیروت رفت که در آنجا تأثیر فراوانی از فرهنگ اروپایی پذیرفت. وی یک تأثیر فرهنگی مشابه دیگر نیز پذیرفت. این هنگامی بود که به‌طور خصوصی به وسیلهٔ یک دکتر انگلیسی به مدت چهار سال در شهر حلب آموزش پزشکی گرفت لذا توجه وی به علوم و بخصوص پزشکی بیش از پیش گردید.

## فعالیت‌ها
او یکی از نویسندگان و شاعران سوری نهضت عربی بود. وی علاوه براینکه یک پزشک بود قسمت عمده کارهای وی در مورد علوم و دین و تاریخ بود بطوری که کارهایش به عنوان نظریه شناخت معروف است. او در جوانی به تمام خاور میانه و فرانسه سفر کرد.
وی بعد از اتمام تحصیلات در رشته پزشکی، به مدت چند سال در شهر زادگاهش حلب به شغل پزشکی اشتغال داشت و چندین کتاب نیز تألیف کرد و سرانجام با سفر به فرانسه به دانشکده پزشکی در پاریس پیوست. فرانسیس پس از مدتی بیمار و دچار مشکل بینایی گردید و لذا مجبور شد به حلب بازگردد. از وی علی‌رغم وفات زودرسش چندین کار ادبی بیادگار مانده‌است.

## دیدگاه‌ها
مراش به اصول انقلاب فرانسه معتقد بود و از آن در کارهای ادبی‌اش دفاع می‌کرد و از حکومت عثمانی در خاورمیانه انتقاد می‌کرد. او همچنین نقش بزرگی در وارد کردن فرهنگ رمانتیک عاشقانه فرانسه به دنیای عرب داشت وی اینکار را بخصوص به وسیلهٔ سبک خاص خود در بکارگیری قصیده‌ها و اشعار نثر گونه بکار برد بطوری که نوشته‌هایش یکی از نمونه‌های اولیه در ادبیات عرب معاصر است.

## دربارهٔ وی
- موسی ماتی تاریخدان خاورمیانه او را اولین روشنفکر عربی بین‌المللی از نویسندگان قرون معاصر می‌داند.
- سلمی الخصراء الجبوسی و شموئیل موریه گفته‌اند که شیوه‌های مراش در تفکر و احساسات و نحوه بیان آنها، همواره در تفکر عربی معاصر و شعرای عرب خارج کشور تأثیر داشت.

## آثار
- دلیل الحریة الإنسانیة، سال ۱۸۶۱.
- المرآة الصافیة فی المبادئ الطبیعیة، سال ۱۸۶۱.
- تعزیة المکروب وراحة المعتوب، سال ۱۸۶۴،
- غابة الحق فی تفصیل الأخلاق الفاضلة، سال. ۱۸۶۵،
- رحلة باریس، سال ۱۸۶۷،
- کتاب دلیل الطبیعة، سال. ۱۸۶۷،
- الکنوز الفانیة فی الرموز المیمونیة، سال ۱۸۷۰، که قصیده‌ای است که نزدیک ۵۰۰بیت دارد.
- مشهد الأحوال، سال ۱۸۷۰، مجموعه‌ای از قصیده‌ها وکارهای کوتاه نثر مقفی است.
- دُرَر الصَدف فی غَرائِب الصُدَف، سال ۱۸۷۲، که مجموعه‌ای از قصیده‌ها و کارهای کوتاه در نثر مقفی است.
- مرآة الحسناء، سال ۱۸۷۲.
- شهادة الطبیعة فی وجود الله والشریعة، سال ۱۸۹۲ (بعد از وفاتش).

## سبک ادبی و تفکر
غابه الحق

صفحه اول نسخه چاپ شده غابه الحق در سال ۱۸۸۱

در حدود سال ۱۸۶۵مراش کتاب «غابه الحق» به معنی جنگل حقیقت که به انگلیسی The Forest of Truth یا The Forest of Justice گفته می‌شود را منتشر کرد. این یک داستان سمبلیک از شرایط برپایی تمدن و آزادی و حفاظت از آن‌ها می‌باشد. این کتاب داستان سمبلیکی از نگاهی وحشتناک بین جنگ بین پادشاهی کشور آزادی با پادشاهی کشور برده‌داری را به رشته تحریر می‌کشد که داستان با دستگیری پادشاه برده‌دار به پایان می‌رسد و از طرف شورایی متشکل از پادشاه آزادی و ملکه حکمت و وزیر صلح و برادری عشق و فرمانده ارتش تمدن و فیلسوف شهر نور – که مؤلف آن‌ها را نمایندگی می‌کند - به محاکمه کشیده می‌شود.
مراش در این کار ادبی افکار خود را حول اصلاحات سیاسی و اجتماعی به نمایش می‌گذارد و بر روی نیاز اعراب به دو چیز قبل از هر چیز دیگر انگشت می‌گذارد: اول مدارس ملی جدید «بدون در نظر گرفتن ملاحظات دینی»
دوم در سال ۱۸۷۰ درحالی که تفاوت بین مفهوم دو واژه وطن و امت و اجرای آن در سوریه بزرگ اختلاف وجود داشت، مراش به نقشی که «زبان» نسبت به سایر عوامل دیگر به عنوان وزنه متعادل‌کننده اختلافات دینی و مذهبی و بالمآل مشخص کردن هویت ملی دارد تأکید نمود.
با وجود آنکه شاعرانه بودن تعابیر مراش دقت جزئیات قانونی کارهای ادبی اروپای روشنفکر را نداشت اما ساموئیل موریه شرق‌شناس گفته‌است که مراش بعد از نوشتن کتاب «غابه الحق» اولین نویسنده عربی شد که خوش‌بینی و نقطه نظر انسانی قرن ۱۸ اروپا را بارز کرد. این نظر از امید به از بین بردن مشکلات جوامع بشری نظیر برده‌داری و تبعیض دینی و بیسوادی و بیماری و فقر و جنگ و سایر معضلات بشری به وسیلهٔ آموزش و علوم و تکنولوژی نشات گرفته و کتاب امید نویسنده را به برادری و برابری خلقها بیان می‌کند.
حتی تا امروز نیز نقطه نظرات وی در مورد آزادی با نقطه نظر انقلابیون فرانسه و روشنفکران خاورمیانه‌ای هم عصر خودش فرق دارد. طبق نظریه مراش رسیدن به آزادی با معیارهای طبیعی یک آزادی صوری می‌باشد و حتی طبیعت نیز به قوانین خاص خود باید پاسخ دهد.
در نتیجه هیچ چیز در هستی بدون برطرف کردن نیازهای اساسی و قانونمندیهایی که وجود آن را تضمین کند نمی‌تواند مشتاق آزادی باشد، ضرورت پیشرفت دراین زمینه ممکن است که الغای هر گونه قید و بند که به برقراری نظام جدید خدمت نمی‌کند را توجیه کند. با توجه به این منطق و با اشاره به جنگ داخلی آمریکا که در آن زمان جریان داشت وی در «غابه الحق» تأیید خود را نسبت به الغای بردگی و بندگی بیان کرد.